# بلاينز
بلاينز (بالإنجليزية: Plains, Georgia)‏ هي مدينة تقع في مقاطعة سومتر، جورجيا بولاية جورجيا في الولايات المتحدة. تبلغ مساحة هذه المدينة 2.1 (كم²)، وترتفع عن سطح البحر 152 م، بلغ عدد سكانها 776 نسمة في عام 2010 حسب إحصاء مكتب تعداد الولايات المتحدة.

## معرض صور

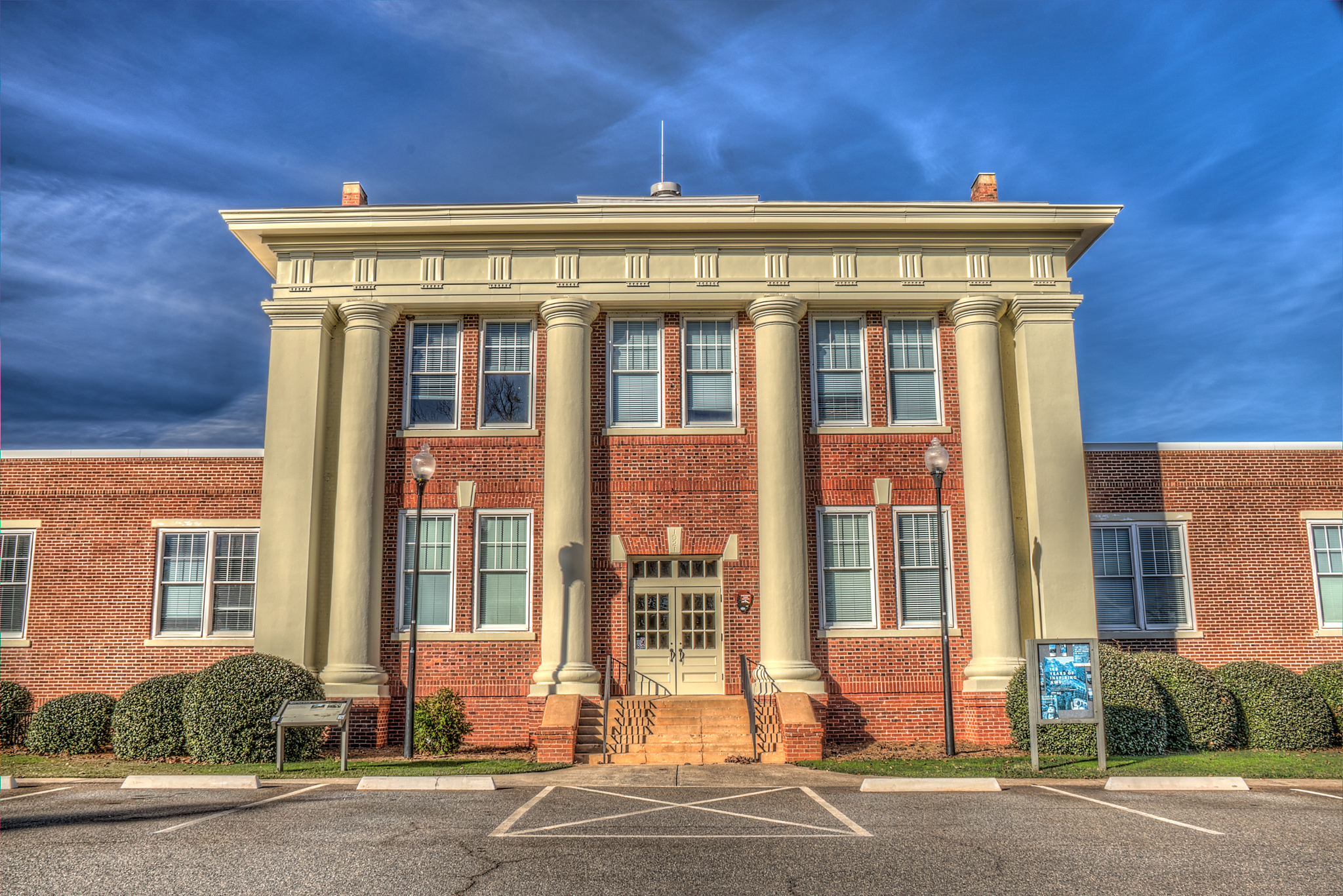
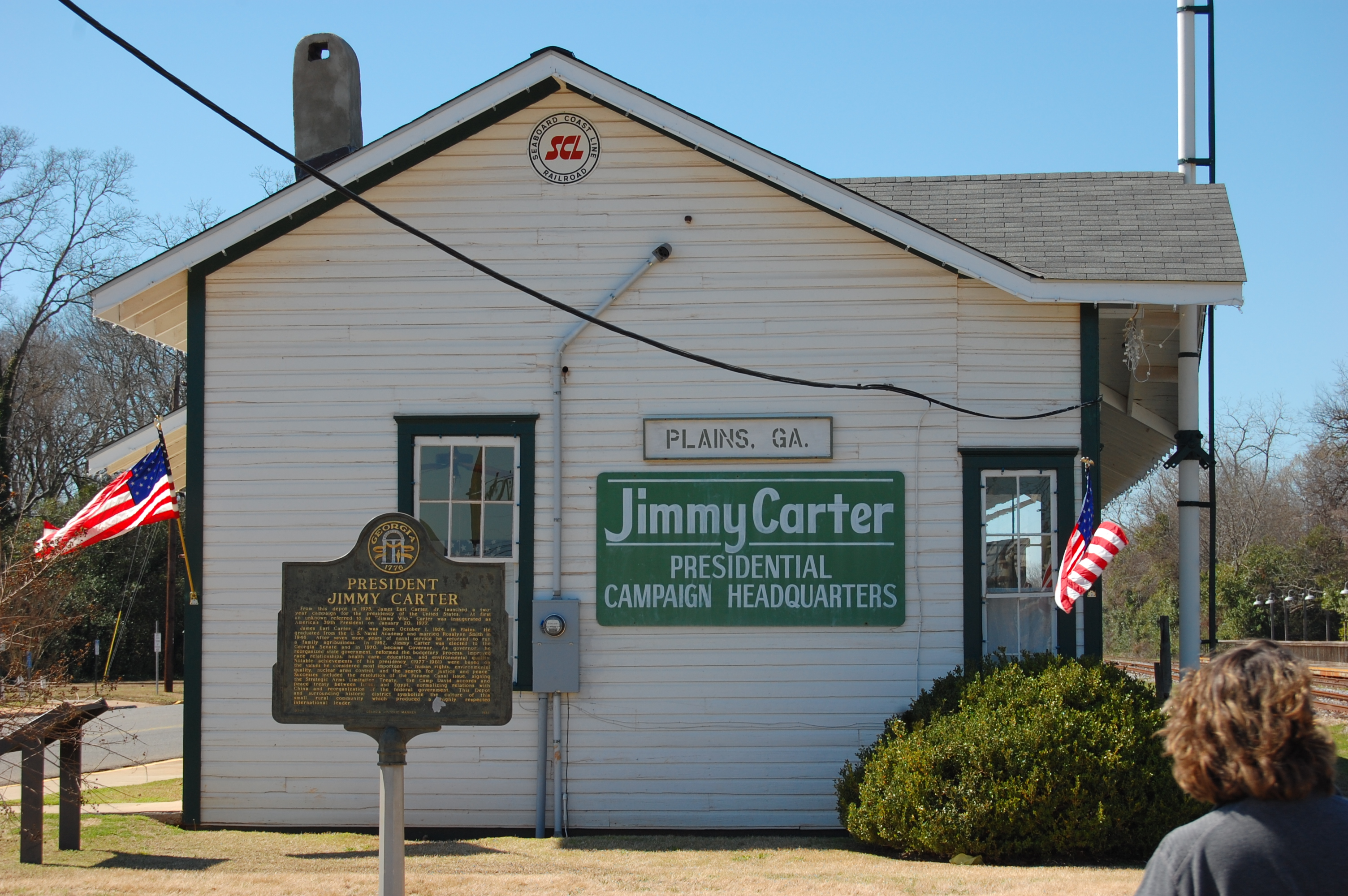
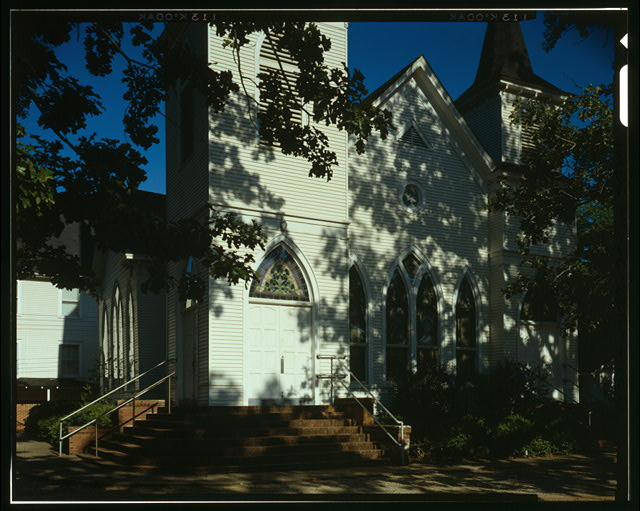

## أعلام
- بيلي كارتر
- روزالين كارتر
- هيو كارتر

## وصلات خارجية
- Official Page of the City of Plains, Georgia
- Cities & Counties - Georgia.gov